# Лелеквинская (остановочный пункт)
Лелеквинская (остановочный пункт) — остановочный пункт Смоленского направления Московской железной дороги на линии Смоленск-Центральный — Рудня. Расположена в деревне Лелеквинская Смоленского района Смоленской области.

## Описание
По данным В. Ф. Мейена (1912), станция Лелеквинская располагается на болотистой, поросшей лесом местности. Жители окрестных населённых пунктов до революции были заняты в основном земледелием. Ближайшие к станции населённые пункты: село Надва в 4 верстах, село Зарубинки в 7 верстах, также в 7 верстах — деревня Волоковая, в 15 верстах — село Каспля и имение Вонлярово. Стоимость проезда одного пассажира на расстояние в 15 вёрст — летом 5, а зимой 3 копейки. Станцией Лелеквинской пользовались жители 15 сёл Катынской волости Смоленского уезда и Поречского уезда — 20 сёл Иньковской волости, 1 села Касплянской волости, 6 сёл Верховской волости. Отправлено и принято пассажиров соответственно: в 1908 году 4030 и 4676 человек, в 1909 — 4178 и 4724, в 1910 — 7151 и 5783 человека.
На станцию поступали грузы из волостей Поречского уезда: лён и его семя из Касплянской, лён, семя льна, кудель из Верховской. Грузооборот: отправлено из Лелеквинской в 1908 году 57 тыс. пудов, в 1909 — 166,6, в 1910 — 118,6; принято — в 1908 10 тыс. пудов, в 1909 — 8,4, в 1910 — 10,9.

## Пригородные поезда[3]
| № поезда  | Маршрут            | № поезда  | Маршрут            |
| --------- | ------------------ | --------- | ------------------ |
| 6705/6706 | Смоленск — Заольша | 6707/6708 | Заольша — Смоленск |
| 6709/6710 | Смоленск — Заольша | 6711/6712 | Рудня — Смоленск   |
| 6703/6704 | Смоленск — Голынки | 6701/6702 | Голынки — Смоленск |